# Villospår
Villospår är en kriminalroman från 1995 av Henning Mankell. Romanen är den femte av tolv om poliskommissarie Kurt Wallander.

## Handling
En ung kvinna bränner sig till döds i en rapsåker. Strax därpå slår en seriemördare till med en rad allt mer bestialiska mord där offren har skalperats. Finns det något samband mellan morden?